# Темешів
Темешів (пол. Temeszów) — село в гміні Дидня, Березівський повіт, Підкарпатське воєводство, Польща. Населення — 338 осіб (2011).

## Розташування
Розташоване приблизно за 5 км на схід від адміністративного центру ґміни села Дидня, за 15 км на схід від повітового центру Березова і за 41 км на південь від воєводського центру Ряшева.

## Історія
Село знаходиться на заході Надсяння, де внаслідок примусового закриття церков у 1593 р. [потрібне джерело інформації] українське населення зазнало латинізації та полонізації.
На 1880 р. в селі було 72 будинки і 510 мешканців (410 римокатоликів, 27 грекокатоликів і 13 юдеїв).
На 1936 р. в селі проживали рештки українського населення, яке належало до парафії Кінське Динівського деканату Апостольської адміністрації Лемківщини. Метричні книги велися від 1784 р. Село належало до Березівського повіту Львівського воєводства.
У 1975-1998 роках село належало до Кросненського воєводства.

## Демографія
Демографічна структура станом на 31 березня 2011 року:
|          | Загалом | Допрацездатний вік | Працездатний вік | Постпрацездатний вік |
| -------- | ------- | ------------------ | ---------------- | -------------------- |
| Чоловіки | 163     | 31                 | 112              | 20                   |
| Жінки    | 175     | 38                 | 95               | 42                   |
| Разом    | 338     | 69                 | 207              | 62                   |

## Пам'ятки
- Рештки фільварку Вінцентівка (збудований Вінцентієм Дверницьким) середини XiX  ст. з  частиною парку і ставом.